# ام‌جی زدتی

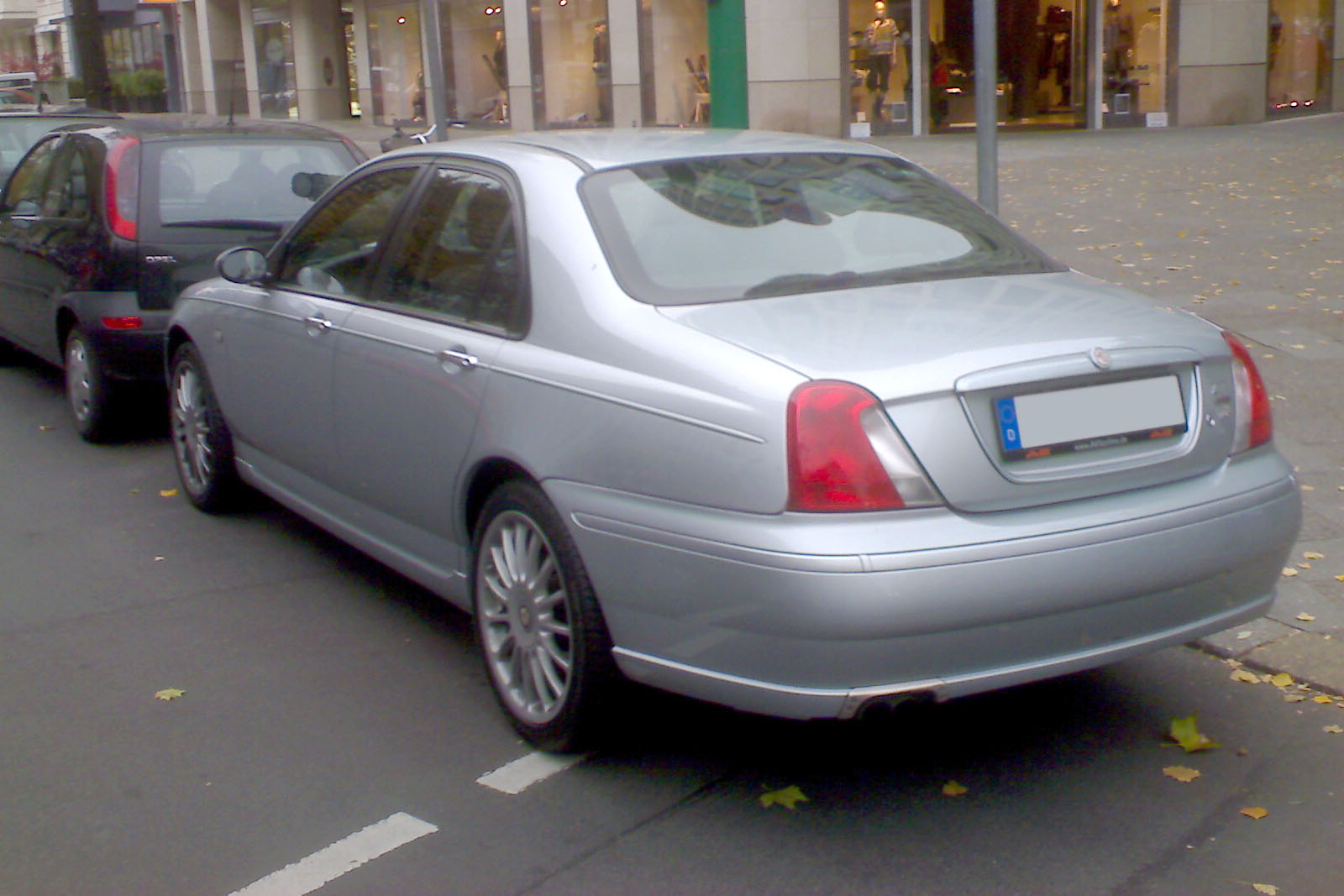

ام‌جی زدتی (MG ZT) خودرویی است که در سال‌های ۲۰۰۱—۲۰۰۵ تولید شده‌است. طراحی آن خودروهای موتور جلو-محور جلو، خودروهای موتور جلو-محور عقب بوده است.